# Ernst Boutkan
Ernst Boutkan (* 3. Januar 1996 in Haarlem) ist ein niederländischer Politiker der Partei Volt Nederland. Vom 16. März 2023 bis 5. Juli 2023 war er für diese Partei Mitglied der Abgeordnetenkammer.

## Biografie
Boutkan wurde 1996 in Haarlem geboren und wuchs in Geertruidenberg in Noord-Brabant auf. Er studierte von 2014 bis 2021 an der Universität Leiden, wo er einen Bachelor-Abschluss in Kulturanthropologie und einen Master-Abschluss in öffentlicher Verwaltung und Wirtschaft machte.
2018 wurde er Mitglied der Partei Volt. Bei den niederländischen Parlamentswahlen 2021 stand Boutkan auf dem dritten Platz der Kandidatenliste von Volt. Die Partei gewann bei diesen Wahlen drei Sitze, aber die viertplatzierte Marieke Koekkoek konnte sich den dritten Sitz mit Vorzugsstimmen sichern. Nach den Wahlen arbeitet er als politischer Referent für die Unterhausfraktion der Partei. Im März 2023 ging Koekkoek in Mutterschaftsurlaub, so dass Boutkan seit dem 16. März vorübergehend im Abgeordnetenhaus sitzt. Seine Ernennung gilt bis zum 4. Juli 2023.

## Privatleben
Boutkan lebt mit seiner Freundin in Leiden.